# Trichosurus
Genre
Trichosurus est un genre de marsupiaux de la famille des Phalangeridae.

## Liste des espèces
Selon Mammal Species of the World (version 3, 2005)  (27 mai 2010) :
- Trichosurus arnhemensis Collett, 1897
- Trichosurus caninus (Ogilby, 1836)
- Trichosurus cunninghami Lindenmayer, Dubach & Viggers, 2002
- Trichosurus johnstonii (Ramsay, 1888)
- Trichosurus vulpecula (Kerr, 1792) - phalanger-renard